# Овакимян, Грайр Саакович
Акоб Саакович Овакимян (арм. Հակոբ Սահակի Հովակիմյան), известный более как Грайр Овакимян (арм. Հրայր Հովակիմյան; род. 13 мая 1953), — армянский врач, кардиохирург, Национальный Герой Армении (2020).

## Биография
В 1977 году окончил медицинский факультет университета Халеба
В 1977—1984 годах проходил переподготовку в университете Бекмана в Нью-Йорке, в 1984—1988 годах — в больнице Святого Винсента в Орегоне (направление сердечно-легочной хирургии), в 1988—1989 годах 0 в детской больнице Филадельфии.
В 1990 году участвовал в создании генератора импульсов «Биотроник EDP-30».
В 1992—1993 годах работал в институте хирургии имени Микаеляна в Ереване.
В 1993 году основал отделение детской кардиохирургии в медицинском центре «Норк-Мараш». В 1996 году там открылось также отделение кардиохирургии для взрослых.
Главный кардиохирург медицинского центра «Норк-Мараш». Подготовил большое количество армянских врачей в области кардиохирургии.

## Награды и призвания
- Почетный гражданин г. Ереван (1997)
- Почетный доктор Национальной академии наук Республики Армения (1999)
- Член ассоциаций ряда зарубежных медицинских компаний
- 1-е место в области респираторной хирургии, Медицинский университет Орегона.
- Орден Святого Месропа Маштоца (26 мая 2008) — по случаю Дня Республики[1][2]։
- Медаль «За заслуги перед Отечеством» II степени (11 декабря 2014) — за значительные заслуги в области здравоохранения, большой личный вклад, а также высокое профессиональное мастерство[3]
- Звание Национального Героя Армении, награждён орденом Отечества (27 августа 2020) — за исключительные заслуги перед Республикой Армения в развитии здравоохранения, за создание инновационного медицинского центра, выполняющего сложные операции на сердце, за подготовку большого количества новых специалистов, за спасение многих человеческих жизней и за многолетний самоотверженный труд[4][5].